# Geek Girl
Geek Girl est une série télévisée canadienne en dix épisodes d'environ 30 minutes réalisée par Declan O'Dwyer et mise en ligne le 30 mai 2024 sur StackTV (en) au Canada et sur Netflix dans le reste du monde. Il s’agit de l'adaptation de l'ouvrage du même nom de l'autrice britannique Holly Smale (en), sorti en 2013,.

## Synopsis
Harriet Manners est à la fois physiquement timide et socialement maladroite ; peu sûre d'elle, elle est une cible facile pour le groupe de harceleurs de l'école dirigé par Lexi. Elle trouve du soutien auprès de sa meilleure amie Nat, de son voisin et camarade excentrique Toby, de son père Richard et de sa belle-mère Annabel. Lorsque sa classe remporte un concours pour assister à la Fashion Week de Londres, Harriet attire malgré elle l'attention des agents mannequins Wilbur et Betty, à la recherche d'un talent jamais vu pour la nouvelle figure de la haute couture Yuji Lee. Wilbur offre à Harriet une chance de travailler avec Infinity Models, bien qu'elle refuse à moins que Nat, qui rêve de devenir mannequin, n'obtienne également une chance.
Elles sèchent l'école et défient les parents d'Harriet d'aller à Londres pour les essais. Après le coaching et les encouragements du mannequin Nick, figure de l'agence et neveu de la couturière, Yuji décide en personne qu'Harriet a ce qu'elle recherche et la place à la première place de son nouveau spectacle, ce qui lui vaut une attention désagréable de la part de Poppy, la fausse petite amie de Nick et l'ancienne tête d'affiche. Harriet fait de son mieux pour garder tout cela secret pour Nat, qui n'est pas sélectionnée pour le travail de mannequin.
Harriet et Richard se rendent au premier défilé au Canada à l'insu d'Annabel. Ils rencontrent quelques obstacles et Richard perd son emploi dans le chaos, mais Harriet s'en sort et devient un succès, bien que Nat et Annabel soient tous deux bouleversés lorsqu'ils apprennent ce qui leur a été caché. En dehors de cela, les choses semblent se passer bien et Nick et Harriet commencent à sortir ensemble. Cela suscite d'autres attaques de Poppy, dont l'interférence conduit à des choses qui tournent tellement mal pendant et après une séance photo de parfum où Harriet décide d'arrêter le mannequinat, trop atteinte par la froideur du milieu. Le PDG d'Infinity Models, Jude, installe rapidement Poppy chez Harriet pour le prochain événement.
Wilbur fait de son mieux pour arranger les choses avec ses collègues, mais finit par démissionner de l'agence en signe de protestation. De retour à l'école, Harriet est à nouveau harcelée par les intimidateurs, mais avec le soutien de Toby et Nat, elle finit par trouver la force de se défendre. Grâce aux efforts de Nick et Wilbur, Yuji est convaincue de réembaucher Harriet, qui, avec le plein soutien de ses amis et de sa famille désormais derrière elle, décide de réessayer le mannequinat. Le défilé est un grand succès, malgré quelques contretemps, et Harriet apprend enfin à être à l'aise dans sa peau à la fois de mannequin et de geek girl.

## Distribution
Sauf indication contraire, les informations mentionnées dans cette section peuvent être confirmées par les bases de données cinématographiques IMDb et Allociné,  présentes dans la section « Liens externes ».
- Emily Carey (VF : Sara Chambin) : Harriet Manners
- Sarah Parish (VF : Marjorie Frantz) : Jude Paignton
- Emmanuel Imani (VF : Alex Fondja) : Wilbur Evans
- Liam Woodrum (VF : Gauthier Battoue) : Nick Park
- Zac Looker (VF : Simon Koukissa-Barney) : Toby Pilgrim
- Tim Downie (en) (VF : Gilduin Tissier) : Richard Manners
- Jemima Rooper (VF : Aurore Bonjour) : Annabel Manners
- Daisy Jelley (en) (VF : Camille Donda) : Poppy Hepple-Cartwright
- Rochelle Harrington (VF : Alice Orsat) : Natalie « Nat » Grey
- Sandra Yi Sencindiver (en) (VF : Caroline Mozzone) : Yuji Lee
- Mia Jenkins (en) (VF : Clara Soares) : Lexi
- Alana Boden (VF : Karine Foviau) : Miss Lord
- Madeleine Price : Liv
- Alexandra Chaves (en) : Millie
- Hersha Verity : Maia
- Hebe Beardsall (VF : Laëtitia Godès) : Betty

 Source et légende : version française (VF) sur RS Doublage et cartons du doublage français.

## Production
En janvier 2023, Netflix annonce qu'il va produire une adaptation en dix épisodes du roman Geek Girl de Holly Smale par Waterside Studios en association avec Nelvana. Le projet est une coproduction britannico-canadienne par RubyRock Pictures et Aircraft Pictures, avec Zoë Rocha pour RubyRock, et Anthony Leo et Andrew Rosen pour Aircraft,. Emily Carey est confirmée dans le rôle principal de Harriet Manners en juin 2023, avec Sarah Parish, Emmanuel Imani, Liam Woodrum, Zac Looker, Tim Downie, Jemima Rooper, Daisy Jelley et Rochelle Harrington.
Le tournage principal a débuté en juin 2023 en Angleterre avant de se déplacer au Canada, à Ottawa en juillet. La série utilise des créations des collections passées de John Rocha ainsi que des concepts de Simone Rocha.

## Diffusion
Tous les épisodes ont été mis en ligne sur Netflix le 30 mai 2024 partout dans le monde, sauf au Canada.

## Épisodes
Les épisodes, sans titres, sont numérotés par Chapitres de un à dix.

## Accueil critique

### Statistiques de visionnage
La série se place pour sa première semaine à la 7e place du Netflix's Global Top 10 TV English titles pour la première semaine avec 18,9 millions d'heures de visionnage, puis monte à la 2e place la semaine suivante avec 41 millions d'heures de visionnage. Variety le classe 3e des séries télévisée soriginales à voir absolument pour la semaine du 31 mai au 6 juin 2024 tandis que Deadline Hollywood le place à la 2e place des séries télévisées pour la semaine du 3 juin. Il est resté quatre semaines dans le Netflix's global top 10 English TV series.

### Accueil critique
Sur Metacritic, la série a une note moyenne de 73/100, basée sur quatre critiques, indiquant des critiques globalement favorables. Le taux d'approbation sur Rotten Tomatoes est de 100 % à partir de 7 critiques. Lucy Mangan pour The Guardian, qui se décrit comme une fan des romans, la considère comme une bonne adaptation et la décrit comme "fraîche, vivante et drôle". Radio Times conne une note de 3 étoiles sur 5 à la série, citant un format "banal" et plusieurs problèmes avec la suspension consentie de l'incrédulité ; la critique Tilly Pearce déclare que le cœur de la série repose dans les relations des personnages, et apprécie la bande originale, la décrivant au final comme "un visionnage feel-good, confortable" que devraient apprécier les amateurs des livres.
Daniel Fienberg pour The Hollywood Reporter la décrit comme un "conte de fées pour jeunes adultes sympathique et joyeux, sans grand enjeu" et apprécie particulièrement la performance de Carey, même s'il remarque des clichés classiques et familiers et une mise en scène répétitive. Il affirme que Harriet Manners est clairement écrite comme neurodivergente, mais que la série refuse de la désigner clairement comme telle; la critique d'Annabel Rackham pour la BBC note que Carey et Smale sont toutes les deux autistes et affirme que la représentation neurodiverse est un "aspect important" de la série. Smale écrit en réponse aux critiques décrivant la représentation de l'autisme de la série comme inauthentique : « C'est basé sur des livres écrits par moi (autiste), sur moi adolescente (autiste). J'ai écrit tout Harriet pour la série (toujours autiste) et l'actrice principale est autiste. C'est la DÉFINITION de l'authenticité. Je pense que les gens sont tellement habitués à voir des représentations inauthentiques qu'ils ne les reconnaissent pas une fois devant eux. »